# Vivir la utopía
Vivir la utopía es un documental de 1997, producido por TVE y dirigido por Juan Gamero, en el cual se describe la experiencia anarcosindicalista y anarcocomunista vivida en España que transformó radicalmente las estructuras de la sociedad en amplias zonas del bando republicano, evento denominado revolución española, durante la guerra civil de 1936-39.
Consta de 30 entrevistas con sobrevivientes anarquistas de la revolución española, cuyo testimonio muestra la labor constructiva de la revolución social y los antecedentes históricos del movimiento libertario español. Esta labor constructiva significó según el documental la organización de colectividades agrícolas de alrededor de 7 millones de campesinos, 3000 fábricas y empresas colectivamente autogestionadas en las ciudades, la unión de 150 000 milicianos anarquistas contra el fascismo, así como las actividades culturales, educativas y el movimiento Mujeres Libres de mujeres contra el patriarcado.
Anarquistas entrevistados: Miguel Alba, Ramón Álvarez, Federico Arcos, Marcelino Bailo, María Batet, Severino Campos, Francisco Carrasquer, Miguel Celma, Valerio Chiné; José España, José Fortea, Juan Giménez, Antonio Lahuerta, Concha Liaño, Fidel Miró, Aurora Molina, Heleno Molina, Concha Pérez Collado, Suceso Portales, Dolors Prat Coll, Ximo Queirol, Maravillas Rodríguez, Juan Romero, Manuel Sanz, Liberto Sarrau Royes, José Sauces, Josep Serra Estruch, Antonio Turón, José Urzáiz, Antonio Zapata. 

## Producción
Las cámaras de TVE estuvieron grabando en la sede de la Fundación de Estudios Libertarios Anselmo Lorenzo (FAL). Durante meses, las cámaras recorrieron la geografía peninsular de la Iberia y parte de Francia, haciendo entrevistas y tomando imágenes de libros, carteles, folletos, fotografías. La música es del cantaor flamenco El Cabrero y de Paco del Gastor. 
Hacen de voz en off Maribel Sanchez-Maroto y Manuel Carvajal, y alternándose a las entrevistas de los anarquistas se incluyen voces del dictador Miguel Primo de Rivera, de su hijo José Antonio e imágenes del libertario Juan García Oliver.

## Transmisión
Fruto de muchas horas de grabación, el documental se transmitió como programa de televisión en TVE 2 a altas horas de la noche. Emitido en 1997, dentro del espacio “La noche temática” dedicado ese día al movimiento anarquista en España. Este documental fue emitido junto a la película “Tierra y libertad” de Ken Loach y un documental de la cadena Arte francesa sobre el asesinato cometido por el régimen franquista, contra los anarquistas Granado y Delgado. Por petición popular, y debido a la indignación que supuso su retransmisión de madrugada, tuvo que ser retransmitido el espacio completo en otra ocasión, a una hora menos intempestiva.
Además ha tenido buena acogida en ambientes libertarios.

No es fácil que medios ajenos al movimiento libertario traten tan bien la filosofía y prácticas libertarias. Felicitamos a todos los compañeros que durante horas estuvieron exponiendo sus impresiones y experiencias a los técnicos de TVE que tan acertadamente han realizado este trabajo.
Fundación Anselmo Lorenzo